# Akim Djaha
Akim Djaha (Bordeaux, 14 settembre 1998) è un calciatore comoriano con cittadinanza francese, difensore del Châteauroux.

## Carriera

### Club
Ha giocato tra la seconda e la quinta divisione francese.

### Nazionale
Il 24 giugno 2021 ha esordito con la nazionale comoriana, disputando l'incontro perso 5-1 contro la Palestina, valido per la Coppa araba FIFA 2021.

## Statistiche

### Presenze e reti nei club
Statistiche aggiornate al 24 marzo 2023.
| Stagione         | Squadra          | Campionato       | Campionato | Campionato | Coppe nazionali | Coppe nazionali | Coppe nazionali | Coppe continentali | Coppe continentali | Coppe continentali | Altre coppe | Altre coppe | Altre coppe | Totale | Totale |
| Stagione         | Squadra          | Comp             | Pres       | Reti       | Comp            | Pres            | Reti            | Comp               | Pres               | Reti               | Comp        | Pres        | Reti        | Pres   | Reti   |
| ---------------- | ---------------- | ---------------- | ---------- | ---------- | --------------- | --------------- | --------------- | ------------------ | ------------------ | ------------------ | ----------- | ----------- | ----------- | ------ | ------ |
| 2015-2016        | Angers 2         | CFA2             | 3          | 0          |                 | -               | -               |                    | -                  | -                  |             | -           | -           | 3      | 0      |
| 2016-2017        | Trélissac        | CFA              | 1          | 0          |                 | -               | -               |                    | -                  | -                  |             | -           | -           | 1      | 0      |
| 2017-2018        | Trélissac        | N2               | 16         | 0          |                 | -               | -               |                    | -                  | -                  |             | -           | -           | 16     | 0      |
| 2018-2019        | Trélissac        | N2               | 24         | 0          |                 | -               | -               |                    | -                  | -                  |             | -           | -           | 24     | 0      |
| 2019-2020        | Trélissac        | N2               | 20         | 0          | CF              | 2               | 0               |                    | -                  | -                  |             | -           | -           | 22     | 0      |
| Totale Trélissac | Totale Trélissac | Totale Trélissac | 61         | 0          |                 | 2               | 0               |                    | -                  | -                  |             | -           | -           | 63     | 0      |
| 2020-2021        | Vannes           | N2               | 7          | 0          | CF              | 1               | 0               |                    | -                  | -                  |             | -           | -           | 8      | 0      |
| 2021-2022        | Martigues        | N2               | 26         | 0          | CF              | 1               | 0               |                    | -                  | -                  |             | -           | -           | 27     | 0      |
| 2022-2023        | Martigues        | N                | 21         | 0          |                 | -               | -               |                    | -                  | -                  |             | -           | -           | 21     | 0      |
| Totale Martigues | Totale Martigues | Totale Martigues | 47         | 0          |                 | 1               | 0               |                    | -                  | -                  |             | -           | -           | 48     | 0      |
| Totale carriera  | Totale carriera  | Totale carriera  | 118        | 0          |                 | 4               | 0               |                    | -                  | -                  |             | -           | -           | 122    | 0      |

### Cronologia presenze e reti in nazionale
| Cronologia completa delle presenze e delle reti in nazionale ― Comore | Cronologia completa delle presenze e delle reti in nazionale ― Comore | Cronologia completa delle presenze e delle reti in nazionale ― Comore | Cronologia completa delle presenze e delle reti in nazionale ― Comore | Cronologia completa delle presenze e delle reti in nazionale ― Comore | Cronologia completa delle presenze e delle reti in nazionale ― Comore | Cronologia completa delle presenze e delle reti in nazionale ― Comore | Cronologia completa delle presenze e delle reti in nazionale ― Comore |
| Data                                                                  | Città                                                                 | In casa                                                               | Risultato                                                             | Ospiti                                                                | Competizione                                                          | Reti                                                                  | Note                                                                  |
| --------------------------------------------------------------------- | --------------------------------------------------------------------- | --------------------------------------------------------------------- | --------------------------------------------------------------------- | --------------------------------------------------------------------- | --------------------------------------------------------------------- | --------------------------------------------------------------------- | --------------------------------------------------------------------- |
| 24-6-2021                                                             | Doha                                                                  | Palestina                                                             | 5 – 1                                                                 | Comore                                                                | Coppa araba FIFA 2021 - Turno preliminare                             | -                                                                     | 86’                                                                   |
| 24-3-2023                                                             | Bouaké                                                                | Costa d'Avorio                                                        | 3 – 1                                                                 | Comore                                                                | Qual. Coppa d'Africa 2023                                             | -                                                                     | 86’                                                                   |
| 28-3-2023                                                             | Moroni                                                                | Comore                                                                | 0 – 2                                                                 | Costa d'Avorio                                                        | Qual. Coppa d'Africa 2023                                             | -                                                                     | 75’                                                                   |
| Totale                                                                |                                                                       | Presenze                                                              | 3                                                                     |                                                                       | Reti                                                                  | 0                                                                     |                                                                       |